# Coincya transtagana
Coincya transtagana är en korsblommig växtart som först beskrevs av Antonio Xavier Pereira Coutinho, och fick sitt nu gällande namn av Clem.-muñoz och Hern.-berm.. Coincya transtagana ingår i släktet lacksenaper, och familjen korsblommiga växter. Inga underarter finns listade i Catalogue of Life.